# الخط الزمني للحرب الفلسطينية الإسرائيلية (19 يناير 2025 – 17 مارس 2025)
في 15 يناير 2025، اتفقت إسرائيل وحركة حماس على تبادل الأسرى والمعتقلين ووقف إطلاق النار لإنهاء حرب غزة، ودخل الاتفاق حيز التنفيذ في 19 يناير. صاغ الاقتراح وسطاء من الولايات المتحدة ومصر وقطر، ووافقت عليه حماس في 5 مايو 2024، وطرحه الرئيس الأمريكي جو بايدن في 31 مايو. بحلول يناير 2025، وافقت إسرائيل وحماس على اقتراح مشابه.
يتكون الاقتراح من مبادرة من ثلاث مراحل مُتسلسلة، بدأت بوقف إطلاق النار لمدة ستة أسابيع، ثم تبادل أسرى بين إسرائيل وحماس، ثم التوصل إلى وقف دائم لإطلاق النار، وانسحاب إسرائيل من غزة، وبدء عملية إعادة إعمار تستمر ما بين ثلاث إلى خمس سنوات.

## يناير

### 19 يناير

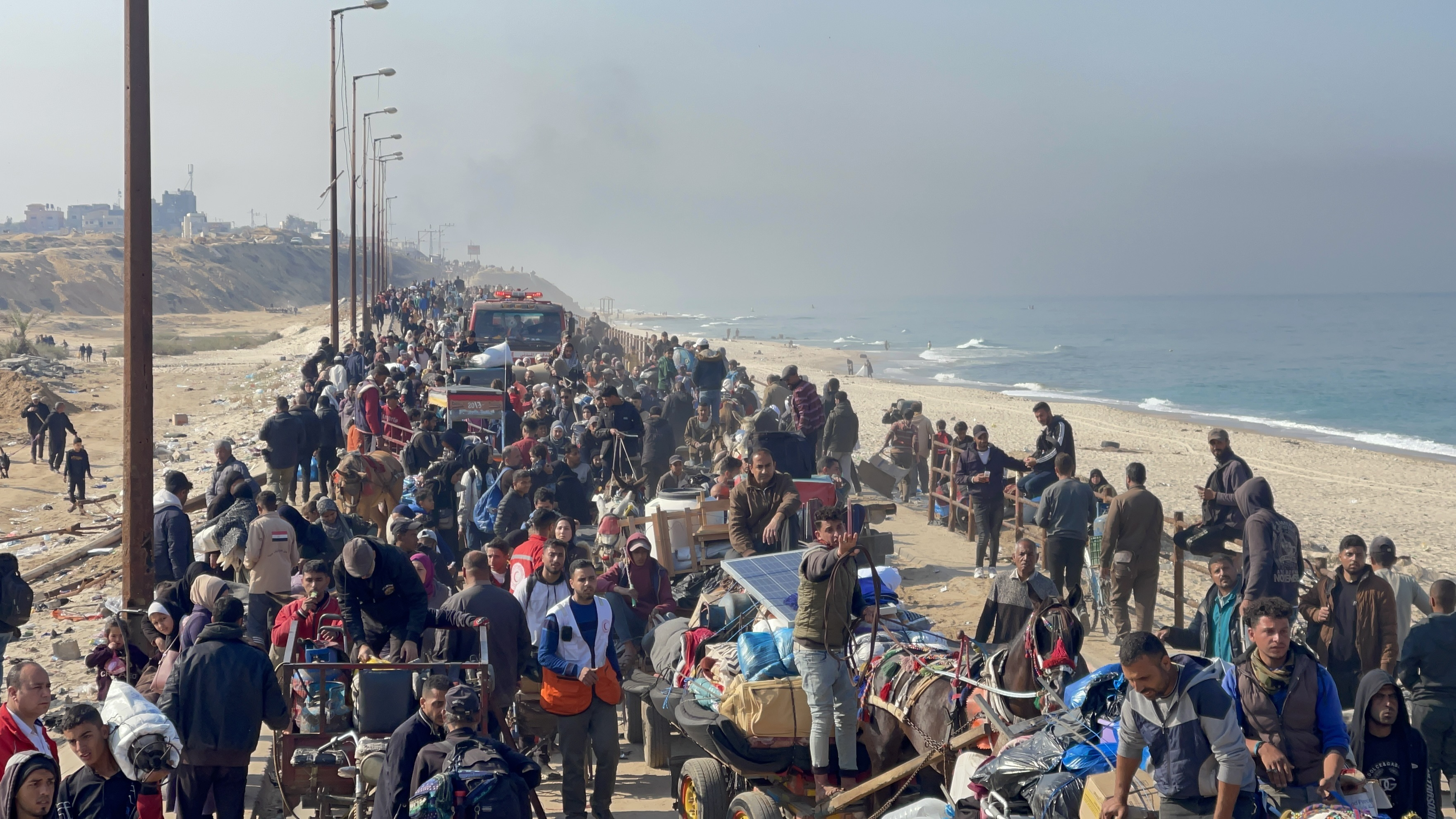
عودة أعداد كبيرة من سكان غزة النازحين من جنوب القطاع إلى شماله، سيرًا على الأقدام وباستخدام وسائل النقل البدائية، وذلك بعد إصدار قرار وقف إطلاق النار.

- أفادت وزارة الصحة في غزة أن ما لا يقل عن 25 فلسطينيًا قُتلوا في الهجمات الإسرائيلية، مما رفع حصيلة القتلى الفلسطينيين في غزة إلى 46,913.[1]
- أعلن الجيش الإسرائيلي أنه استعاد رفات الجندي شاؤول آرون، الذيد أُسر عام 2014.[2][Ar 1]

- نفذ الجيش الإسرائيلي ضربات جوية على مواقع تابعة لحركة حماس في غزة، مستهدفًا عناصر مسلحة، بالإضافة إلى مبانٍ تستخدمها الحركة.[3]
- خلال فترة تأجيل بدء وقف إطلاق النار في غزة، قُتل ما لا يقل عن 19 شخصًا، بينهم أطفال، وأُصيب 36 آخرون نتيجة الغارات الجوية الإسرائيلية.[4]
- دخل اتفاق وقف إطلاق النار بين إسرائيل وحماس حيز التنفيذ في الساعة 09:15 صباحًا بتوقيت غرينتش.[5]
- أفرجت حماس عن أول ثلاث رهائن مدنيات إسرائيليات في إطار اتفاق وقف إطلاق النار.[6]
- أفاد الجيش الإسرائيلي بأنه قتل نحو 3,000 مقاتل واعتقل المئات خلال عمليته العسكرية في شمال غزة.[7]
- استقال وزير الأمن القومي الإسرائيلي إيتمار بن غفير من منصبه احتجاجًا على اتفاق وقف إطلاق النار.[8]
- أفادت تقارير بأن جماعات مُسلحة أطلقت النار على قوات الأمن الوطني الفلسطيني في مخيم جنين للاجئين.[9]
- أفادت تقارير بوقوع أربع هجمات نفذها مستوطنون إسرائيليون ضد فلسطينيين في الضفة الغربية.[10]
- توفي طفل فلسطيني يبلغ من العمر 14 عامًا بعد إصابته بطلق ناري في صدره خلال مداهمة للجيش الإسرائيلي في سبسطية.[11]
- انسحب الجيش الإسرائيلي، بما في ذلك لواء غفعاتي ولواء ناحال، من جباليا وبيت حانون في شمال قطاع غزة، ومن أجزاء من رفح.[12]
- أكدت حركة حماس مقتل نائب قائد كتائب القسام، مروان عيسى.[13]

### 20 يناير
- أفادت وزارة الصحة في غزة بأن ما لا يقل عن 60 فلسطينيًا قُتلوا في الهجمات الإسرائيلية، مما رفع حصيلة القتلى الفلسطينيين في غزة إلى 47,035.[14]
- وصلت الدفعة الأولى من 90 أسيرًا فلسطينيًا المُفرَج عنهم في إطار اتفاق وقف إطلاق النار إلى الضفة الغربية.[15]
- هاجم مستوطنون إسرائيليون منازل فلسطينية بالحجارة والزجاجات الحارقة في بلدة ترمسعيا.[16]
- تُوفي جندي احتياط في الجيش الإسرائيلي وأُصيب أربعة آخرون، بعد انفجار عبوة ناسفة على جانب الطريق أثناء دورية في بلدة طمون.[17]
- أفادت وكالة الأنباء والمعلومات الفلسطينية بأن الجيش الإسرائيلي قتل فلسطينيين أحدهما طفل، في المناطق الوسطى والجنوبية من رفح، وأصاب تسعة فلسطينيين آخرين، بينهم أطفال. وذكر فلسطينيون أن الجيش الإسرائيلي، بما في ذلك الدبابات، توغل في أراضي غزة لمسافة أعمق من المنطقة العازلة المتفق عليها (850 مترًا من الحدود بدلاً من 700 متر) وأطلق نيرانًا كثيفة على المدنيين.[18][19]
- أفادت وكالة الأنباء والمعلومات الفلسطينية بأن الجيش الإسرائيلي أطلق النار وقتل الفتى زكريا حميد يحيى بربخ قرب دوار العودة في وسط رفح، وأصاب طفلًا آخر أثناء محاولته انتشال جثة الفتى.[Ar 3]
- انتشلت جثث 97 شخصًا من رفح.[20]
- أفادت وسائل إعلام فلسطينية بأن مستوطنين إسرائيليين أضرموا النار في منازل ومركبات في جنصافوت، مما أسفر عن إصابة 21 فلسطينيًا.[21]
- أفادت تقارير بوقوع هجمات نفذها مستوطنون إسرائيليون ضد فلسطينيين في أربع مناطق بالضفة الغربية.[22]

### 21 يناير
- رفعت وزارة الصحة في غزة حصيلة القتلى الفلسطينيين جراء الهجمات الإسرائيلية في القطاع إلى 47,107. وزعم الجيش الإسرائيلي بأنه قتل ما يقارب 20,000 من عناصر حركة حماس.[23]
- ألغى الرئيس الأمريكي دونالد ترامب العقوبات التي فرضها جو بايدن على المستوطنين الإسرائيليين المتورطين في أعمال عنف في الضفة الغربية.[24]
- أفادت وكالة الأنباء الفلسطينية بإصابة شخصين جراء قصف طائرة مسيرة إسرائيلية وإطلاق النار في غزة.[25]
- أعلن الجيش الإسرائيلي أنه بدأ عملية عسكرية واسعة في جنين.[26] وأعلنت وزارة الصحة الفلسطينية مقتل 10 أشخاص وإصابة ما لا يقل عن 40 آخرين، بينهم أطفال وطواقم طبية. وكان من بين القتلى فتى يبلغ من العمر 16 عامًا.[27][28]الدفاع المدني في غزة يبحث عن ضحايا تحت الأنقاض.

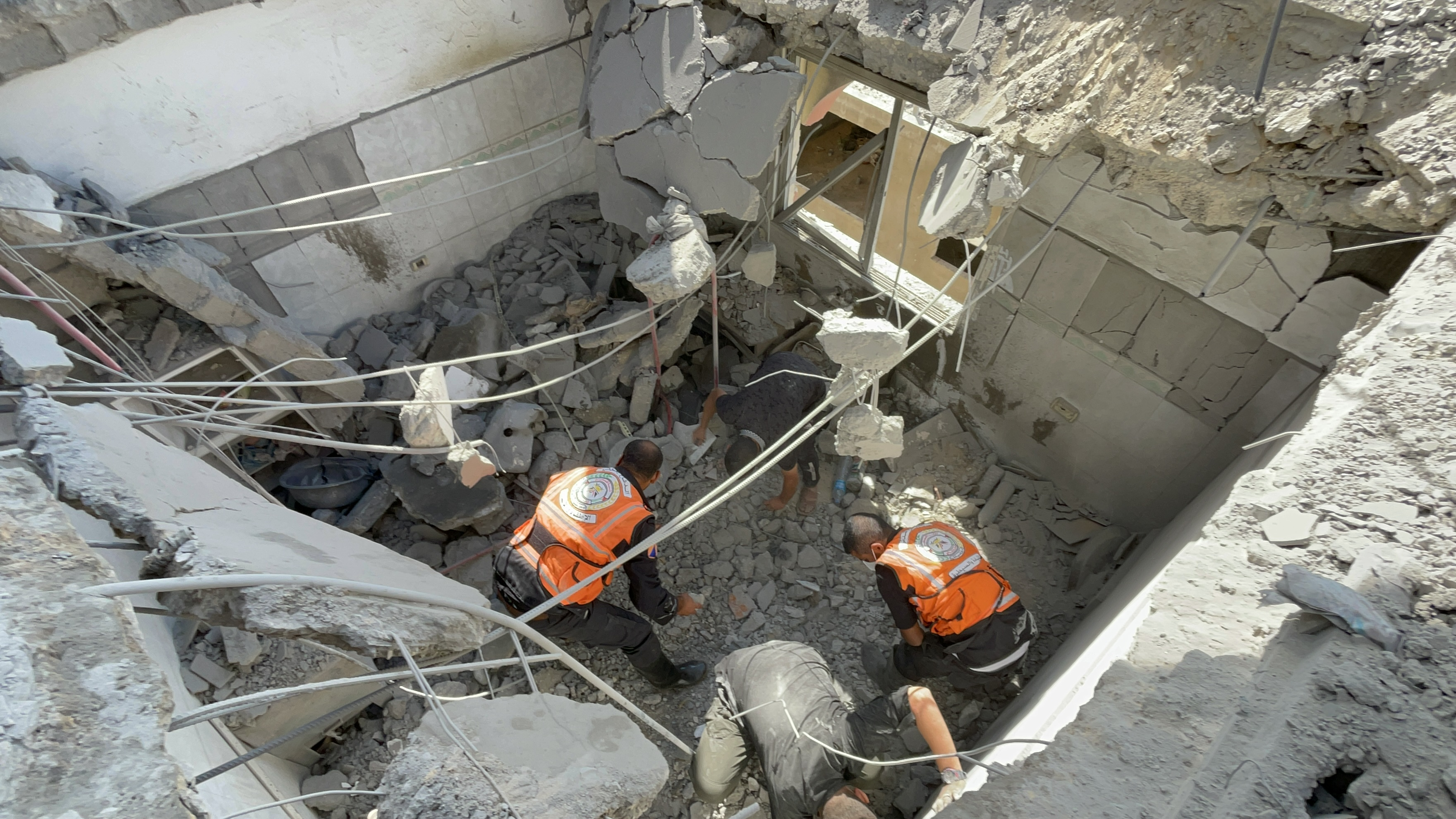
الدفاع المدني في غزة يبحث عن ضحايا تحت الأنقاض.

- قُتل أحمد الشايب، صاحب محل هواتف محمولة، برصاص القوات الإسرائيلية أثناء قيادته سيارته على أطراف جنين، ووثّق الحادث مقطع فيديو سجله ابنه ونشرته وسائل إعلام.[29]
- أعلن هرتسي هليفي استقالته من منصب رئيس أركان الجيش الإسرائيلي اعتبارًا من 6 مارس، لتحمل المسؤولية عن فشل الجيش في منع هجمات 7 أكتوبر.[30]
- ذكر الدفاع المدني في غزة إنه انتشل 120 جثة متحللة خلال 20 و19 يناير.[31]
- ذكرت شرطة الحدود الإسرائيلية إنها أطلقت النار على ثلاثة فلسطينيين من بينهم فتى يبلغ من العمر 12 عامًا، في مخيم شعفاط بالقدس الشرقية.[32]

### 22 يناير
- أُفيد عن قصف إسرائيلي على الساحل الغربي لمدينة غزة.[33]
- أفادت وزارة الصحة الفلسطينية بأن امرأة تبلغ من العمر 45 عامًا توفيت عند حاجز بيت عينون، بعد أن منعت القوات الإسرائيلية نقلها إلى المستشفى إثر إصابتها بنوبة قلبية.[34]
- أفادت وسائل إعلام فلسطينية بأن جثمان أحد عناصر حركة حماس، الذي قَتل ضابطًا في شرطة الحدود الإسرائيلية عام 2021، استعيد بعد أن قُتل خلال الاشتباكات في جباليا.[35]
- أفادت قناة الجزيرة بأن الجيش الإسرائيلي أمر المدنيين بإخلاء بعض المناطق في مخيم جنين للاجئين، لكن السلطات الإسرائيلية نفت هذا الخبر.[36]
- أصدرت القوات الإسرائيلية إخطارات بهدم سبعة منازل تعود لفلسطينيين في بلدة إذنا.[37]
- أُفيد بأن خمسة فلسطينيين أُصيبوا في هجوم نفذه مستوطنون إسرائيليون في خربة أقويويس قرب الخليل.[38]
- أُفيد بأن إطلاق نار إسرائيلي في مخيم الشابورة برفح أدى إلى مقتل فلسطيني واحد على الأقل وإصابة آخرين كانوا يزيلون الأنقاض من المنازل المدمرة.[39]
- أفاد الدفاع المدني في غزة بأنه انتشل نحو 200 جثة من تحت الأنقاض في قطاع غزة.[40]
- أفادت الوكالة الوطنية للإعلام بأن القوات الإسرائيلية أحرقت ودمرت منازل في الطيبة.[41]
- أفادت الوكالة الوطنية للإعلام بأن الغارات الإسرائيلية تسببت في وقوع انفجارين كبيرين على أطراف بلدة ميس الجبل.[42]
- أعلن الجيش اللبناني أنه أنهى انتشاره في كفر شوبا بعد انسحاب الجيش الإسرائيلي. وأفادت الوكالة الوطنية للإعلام بأن القوات الإسرائيلية فجّرت ما لا يقل عن ثلاثة منازل في دير ميماس.[43]

### 23 يناير
- أفادت وزارة الصحة في غزة بأنه اُنتشل 122 جثة لأشخاص قُتلوا في الهجمات الإسرائيلية، مما رفع حصيلة القتلى الفلسطينيين في غزة إلى 47,283.[44]
- ذُكر أن القوات الإسرائيلية استخدمت النساء كدروع بشرية في برقين.[45]
- ذكر مصدر إعلامي فلسطيني أن مسلحين فلسطينيين قُتلا بعد اشتباك مع القوات الإسرائيلية في برقين.[46]
- أُفيد عن نيران كثيفة من دبابات إسرائيلية في محيط معبر كرم أبو سالم الحدودي.[47]
- اعتقلت القوات الإسرائيلية امرأة من طولكرم.[48]
- أمرت محكمة إسرائيلية بإخلاء 26 عائلة فلسطينية من حي بطن الهوى في منطقة سلوان بالقدس الشرقية، بدعوى أن منازلهم بُنيت على أرض كانت تعود ليهود قبل عام 1948.[49]

### 24 يناير
- قدّرت وكالة المخابرات المركزية مقتل ما بين 10,000 و15,000 مقاتل من حركة حماس خلال الحرب في غزة، فيما جُنّد عدد مماثل خلال تلك الفترة، وكان كثير منهم شبابًا غير مدرّبين يُستخدمون لأغراض أمنية بسيطة.[50]
- أفادت تقارير هيئة شؤون الأسرى والمحررين أن تشريح إحدى الجثث أشار إلى أن رجلًا فلسطينيًا توفي في سجن إسرائيلي بعد تعرضه للتعذيب.[51]
- ذكرت مصادر أمنية لصحيفة الشرق الأوسط بأن الجيش اللبناني نفّذ 500 مهمة لتفكيك البنية التحتية العسكرية لحزب الله جنوب نهر الليطاني، وفقًا لاتفاق وقف إطلاق النار بين إسرائيل ولبنان لعام 2024. وذكرت مصادر تتابع تنفيذ الاتفاق أن حزب الله يتعاون بشكل كامل مع قرارات السلطات اللبنانية.[52]
- أفادت وكالة الأنباء الفلسطينية بأن القوات الإسرائيلية أطلقت النار على رجل مسن وأصابته خلال مداهمتها المستمرة لمخيم جنين للاجئين.[53]
- أسفرت غارة إسرائيلية على جنين عن مقتل 12 شخصًا، وإصابة العشرات.[54]
- نفّذ الجيش الإسرائيلي ضربات في جنوب لبنان.[55]
- اعتقلت القوات الإسرائيلية ما لا يقل عن 22 فلسطينيًا، بينهم امرأة، من الضفة الغربية.[56]
- أتلفت قطيع من الأغنام، أطلقه مستوطنون إسرائيليون للرعي على أرضٍ تعود لفلسطيني، 5,000 نبتة قرنبيط في منطقة خربة اللوز جنوب شرق بيت لحم.[57]
- انتُشلت جثث متحللة لسبعة عشر شخصًا من تحت أنقاض منازل مدمرة في رفح.[58]
- أفادت وسائل إعلام فلسطينية بأن الجيش الإسرائيلي أطلق النار على مجموعة من الصحفيين الذين تجمعوا على الطريق الرئيسي المؤدي إلى مستشفى الحكومة في جنين لتغطية المداهمات المستمرة في مخيم جنين.[59]
- داهمت القوات الإسرائيلية منزل الأسير الفلسطيني زكريا الزبيدي في مخيم جنين، وأفادت تقارير بأنها أمرت عائلته بعدم الاحتفال بالإفراج عنه.[60]

### 25 يناير
- قُتل ما لا يقل عن 14 شخصًا، وأُصيب العشرات، من بينهم أطفال فلسطينيون، وكوادر طبية، وكبار السن، في الغارات الإسرائيلية المستمرة على جنين.[61]
- أطلقت القوات الإسرائيلية النار على المنازل في محيط مخيم المغازي للاجئين.[62]
- أفرجت حماس عن أربع أسيرات من جيش الاحتلال الإسرائيلي.[63]
- ذكر مكتب رئيس الوزراء نتنياهو إن إسرائيل ستفرج عن الأسرى الأمنيين مقابل تحرير الأربع أسيرات من جيش الاحتلال الإسرائيلي وفقًا للاتفاق. وأن إسرائيل لن تسمح بمرور سكان غزة إلى شمال القطاع حتى إطلاق سراح المدني أربيل يهود.[64]
- أفرجت إسرائيل عن مئتي أسير فلسطيني، حوالي 70 منهم أُرسلوا إلى مصر.[65]
- حذّر جيش الاحتلال الإسرائيلي السكان من العودة إلى عشرات القرى اللبنانية القريبة من الحدود الإسرائيلية.[66]
- ذُكر أن مستوطنين إسرائيليين أضرموا النار في منزل ومركبة تعودان لفلسطينيين في قرية طوبا، بالضفة الغربية.[67]
- ذكرت وسائل إعلام فلسطينية أن النيران الإسرائيلية قتلت شخصًا وأصابت عدة آخرين على طريق صلاح الدين وسط غزة. كما أفادت بمقتل شخص وإصابة عدة آخرين بعد أن أطلقت القوات الإسرائيلية النار على فلسطينيين كانوا يقتربون من ممر نتساريم.[68]
- داهمت القوات الإسرائيلية منزل الأسير الفلسطيني المحرر أشرف الزغير في كفر عقب شمال شرق القدس، بعد ساعات من الإفراج عنه من سجن عوفر. كما منعت القوات الإسرائيلية جميع الاحتفالات بعد رفع علم حماس خلال تجمع للاحتفال بعودته. أفادت وكالة الأنباء الفلسطينية بأن القوات الإسرائيلية أطلقت النار أثناء المداهمة، مما أسفر عن إصابة شخصين. كما ذكر نادي الأسير الفلسطيني أن القوات الإسرائيلية اعتقلت شقيقه، ودهمت منزل اثنين من الأسرى المحررين بموجب اتفاق وقف إطلاق النار. وذكر جيش الاحتلال الإسرائيلي إنه كان يمنع الاحتفالات والمواكب في الضفة الغربية للأسرى الفلسطينيين الذين أُفرج عنهم بموجب الاتفاق.[69][70] داهمت القوات الإسرائيلية أيضًا المدن والبلدات التي أُفرج فيها عن الأسرى الفلسطينيين. كما تعرض مراسل من صحيفة نيويورك تايمز للاعتداء من قبل القوات الإسرائيلية.[71]
- أطلقت القوات الإسرائيلية النار على فلسطينيين كانوا في انتظار العبور إلى شمال غزة في شارع الرشيد، مما أسفر عن مقتل شخص وإصابة ثلاثة آخرين.[72]
- أمر الرئيس ترامب الجيش الأمريكي برفع التوقف الذي فرضه جو بايدن على توريد القنابل بوزن 2000 رطل (900 كجم) إلى إسرائيل.[73]
- قُتلت طفلة فلسطينية تبلغ من العمر عامين بعد أن أُصيبت برصاصة في رأسها خلال غارة إسرائيلية في جنين، بينما أصيبت والدتها الحامل بجروح طفيفة.[74][75]
- أُصيب فلسطيني يبلغ من العمر 17 عامًا برصاصة مطاطية أطلقتها القوات الإسرائيلية خلال مداهمة منزل أكرم بدوي في الخليل، وهو الذي أُفرج عنه كجزء من اتفاق الأسرى والمحتجزين.[76]
- ألقت السلطات اللبنانية القبض على عدة لبنانيين مشتبه بتعاونهم مع إسرائيل.[77]
- أفادت وكالة الأنباء الوطنية بحدوث تفجيرات وانفجارات في كفر كيلا وميّس الجبل.[78]

### 26 يناير
- أفادت وزارة الصحة في غزة بأن المستشفيات في القطاع استقبلت 23 جثة لأشخاص قُتلوا في الهجمات الإسرائيلية خلال 72 ساعة، مما رفع حصيلة القتلى الفلسطينيين في غزة إلى 47,306.[79]
- قُتل 24 شخصًا، بينهم 12 طفلًا، وأُصيب 134 آخرون برصاص القوات الإسرائيلية التي فتحت النار عليهم أثناء محاولتهم العودة إلى القرى والبلدات والمدن في جنوب لبنان.[80]
- أفاد الجيش اللبناني إن رصاص القوات الإسرائيلية أسفرت عن مقتل جندي لبناني في قضاء صور، وإصابة جندي آخر في ميس الجبل.[81] بالإضافة إلى ذلك، أطلق الجنود الإسرائيليون النار على مركبة تابعة للجيش اللبناني في دير ميماس، مما أدى إلى إصابة جندية لبنانية بجروح طفيفة.[82]
- طلب الرئيس الفرنسي ماكرون من رئيس الوزراء الإسرائيلي نتنياهو «سحب قواته التي لا تزال موجودة في لبنان».[83]
- انقضت المهلة المحددة للانسحاب الإسرائيلي من لبنان، لكن القوات الإسرائيلية ظلت موجودة رغم ذلك.[84]
- أطلقت القوات الإسرائيلية النار على الفلسطينيين الذين حاولوا التوجه إلى شمال غزة، مما أسفر عن مقتل شخصين وإصابة تسعة آخرين، بينهم طفل.[85][86]
- أفادت جمعية الهلال الأحمر الفلسطيني إن قناصة إسرائيليين قتلوا شخصًا وأصابوا أربعة في محيط جسر وادي غزة.[87]
- أكد مكتب نتنياهو التوصل إلى اتفاق مع حماس للإفراج عن الرهينة المدنية أربيل يهود، والجندية المحتجزة أجام برجر، بالإضافة إلى رهينة ثالثة لم يُكشف عن هويتها، وذلك في 30 يناير. كما أوضح المكتب أنه تلقى من حماس وثيقة توضح العدد الإجمالي للرهائن الذين لا يزالون على قيد الحياة. وفي المقابل، سيسمح جيش الاحتلال الإسرائيلي بمرور سكان غزة إلى شمال القطاع اعتبارًا من اليوم التالي.[88]

### 27 يناير
- أفادت وزارة الصحة في غزة بأن المستشفيات في القطاع استقبلت 11 جثة لأشخاص قُتلوا في الهجمات الإسرائيلية خلال 24 ساعة، مما رفع حصيلة القتلى الفلسطينيين في غزة إلى 47,317.[89]
- أصدرت الولايات المتحدة بيانًا قالت فيه إن ترتيبات وقف إطلاق النار بين إسرائيل ولبنان ستظل سارية حتى 18 فبراير.[90] وأكد رئيس وزراء لبنان المكلف نجيب ميقاتي، ووزير الدفاع الإسرائيلي يوآف غالانت، أن بلديهما سيستمران في الالتزام بوقف إطلاق النار حتى 18 فبراير.[91]
- أفادت وسائل الإعلام الفلسطينية ببدء انسحاب جيش الاحتلال الإسرائيلي من المنطقة الغربية لحاجز نتساريم.[92]
- سمح جيش الاحتلال الإسرائيلي للفلسطينيين بالعودة إلى شمال غزة ابتداءً من الساعة 7:00 صباحًا بتوقيت غرينتش.[93]
- اتفقت الحكومات اللبنانية والإسرائيلية والأمريكية على بدء مفاوضات لإطلاق سراح المواطنين اللبنانيين المحتجزين في السجون الإسرائيلية.[94]
- أفادت وزارة الصحة اللبنانية إن رصاصًا إسرائيليًا أسفر عن مقتل شخصين، بينهم طفل ومسعف، وإصابة 17 آخرين خلال احتجاجات ضد الوجود الإسرائيلي في جنوب لبنان.[95][96][97]
- أفادت وكالة الأنباء الفلسطينية بأن القوات الإسرائيلية اعتقلت حوالي 20 فلسطينيًا، بينهم أربعة أطفال في بيت أمر، وقامت بتخريب عشرات المنازل التابعة للفلسطينيين خلال الاقتحامات. كما قالت إن القوات الإسرائيلية احتجزت سبعة فلسطينيين، بينهم طالبة جامعية، من بيت عوا.[98]
- أكدت حركة حماس مقتل اثنين من أعضاء كتائب القسام، بما في ذلك قائد، في غارة لطائرة مسيرة تابعة لجيش الاحتلال الإسرائيلي في محيط طولكرم.[99]
- أصيب فلسطيني يبلغ من العمر 15 عامًا برصاص إسرائيلي في محيط دوار السينما في جنين.[100]
- أفادت وكالة الأنباء الفلسطينية بأن إسرائيليين هاجموا محولًا كهربائيًا في الحي الغربي لمدينة طولكرم، مما تسبب في انقطاع التيار الكهربائي في عدة مناطق من المدينة ومخيم طولكرم. كما ذكرت الوكالة أن القوات الإسرائيلية حولت عدة منازل للسكان إلى نقاط تفتيش وقواعد قناصة بعد إجبار عشرات العائلات على إخلاء المباني، وأطلقت رصاصًا حيًا تجاه أي جسم متحرك.[101][102]

### 28 يناير
- أفادت وزارة الصحة في غزة بأن المستشفيات في القطاع استقبلت 48 جثة لأشخاص قُتلوا في الهجمات الإسرائيلية خلال 48 ساعة، مما رفع حصيلة القتلى الفلسطينيين في غزة إلى 47,354.[103]
- أسفر هجوم إسرائيلي استهدف جرافة كانت تحاول إزالة مركبة عالقة في النصيرات عن مقتل رجل فلسطيني وإصابة عدة أشخاص آخرين.[104]
- أفادت الحركة الدولية للدفاع عن الأطفال إن عدد الأطفال الفلسطينيين المحتجزين في السجون الإسرائيلية رهن الاعتقال الإداري بلغ مستوى غير مسبوق.[105]
- استشهد ما لا يقل عن شخصين بسبب الإرهاق والجفاف أثناء عودتهم إلى شمال غزة.[106]
- أفادت كتيبة طولكرم إنها أوقعت خسائر في صفوف القوات الإسرائيلية خلال كمين نُفِّذ بالتعاون مع كتائب القسام ومجموعة شباب الثأر والتحرير في مخيم طولكرم.[107]
- أفادت شبكة قدس الإخبارية بأن القوات الإسرائيلية أساءت معاملة المعتقلين الفلسطينيين أثناء استجوابهم ميدانيًا في بيت دقو وبدو.[108]
- أفادت وكالة الأنباء الفلسطينية بأن القوات الإسرائيلية هدمت مسجدًا خلال مداهمتها لمخيم جنين للاجئين.[109]
- استهدفت ضربة إسرائيلية قافلة من السكان النازحين العائدين إلى بلدات حدودية في جنوب لبنان في يارون، ما أسفر عن إصابة جندي وجرح ثلاثة مدنيين.[110]
- أصابت رصاصات القوات الإسرائيلية فلسطينيين، من بينهم صحفية، في طولكرم.[111]
- أنشأت الأردن أكبر جسر جوي منذ بداية حرب غزة لإحضار الإمدادات الطبية العاجلة إلى القطاع.[112]
- أطلق جندي إسرائيلي النار على طفل فلسطيني يبلغ من العمر 10 سنوات في طولكرم، ما أدى إلى إصابته بجروح خطيرة.[113]

### 29 يناير
- أفادت وزارة الصحة في غزة أن مستشفيات غزة استقبلت 63 جثة لأشخاص قتلوا في هجمات إسرائيلية خلال 24 ساعة، مما رفع حصيلة القتلى الفلسطينيين في غزة إلى 47417.[114]
- أكدت حركة حماس مقتل ما بين 6000 و7000 من أعضائها من أجنحتها العسكرية والمدنية حتى أغسطس عام 2024.[115]
- ذكرت وكالة الأنباء الفلسطينية أن قوات الاحتلال دمرت البنية التحتية المدنية لمخيم طولكرم.[116]
- قال مسؤولون إن تركيا وقطر وافقتا على استضافة المدانين الفلسطينيين بجرائم القتل الذين تم إطلاق سراحهم كجزء من اتفاق وقف إطلاق النار.[117]
- ذكرت وكالة الأنباء الفلسطينية أن قوات الاحتلال هدمت عدة مبانٍ من بينها قاعة للصلاة في الضفة الغربية.[118]
- زعم جيش الاحتلال الإسرائيلي بأنه قتل نحو 18 مسلحًا وأكثر من 60 فلسطينيًا مطلوبًا خلال عمليته المستمرة في جنين وطولكرم. كما قال إنه عطل أكثر من 100 عبوة ناسفة في جنين وصادر عدة أسلحة نارية أخرى، بينما تم تفكيك 30 قنبلة أخرى واستعادة عدة أسلحة نارية في طولكرم.[119]
- اعتقلت الشرطة الإسرائيلية وجهاز الشاباك 12 فلسطينياً من القدس الشرقية، واتهمتهم بانتهاك حظر «التعبير عن الفرح» و«التعاطف مع حماس» بالنسبة للسجناء الذين تم إطلاق سراحهم كجزء من اتفاق وقف إطلاق النار.[120]
- أعلنت مجموعات الأسرى عن استشهاد أسيرين فلسطينيين من غزة في سجون الاحتلال الإسرائيلي دون أن يكونا يعانيان من أي أمراض مزمنة قبل اعتقالهما.[121]
- هدم جنود الاحتلال الإسرائيلي منزل أحد المسلحين الفلسطينيين الذي شارك في هجوم مسلح في نوفمبر من عام 2023، والذي أسفر عن مقتل جندي احتياطي خارج الخدمة في جيش الاحتلال الإسرائيلي بالقرب من بيت ليد.[122]
- أدى قصف إسرائيلي على لبنان إلى إصابة ثمانية أشخاص.[123]
- وقالت وزارة الخارجية التركية إن ثلاثة مواطنين أتراك قتلوا في غارة جوية إسرائيلية أثناء محاولتهم العبور بشكل غير قانوني من لبنان إلى إسرائيل.[124]
- قال الجيش الإسرائيلي بأنه نفذ غارة بطائرة بدون طيار استهدفت مجموعة من المسلحين في طمون. قُتل في الغارة ما لا يقل عن 10 أشخاص، من بينهم مسلحان متورطان في تفجير قنبلة أسفرت عن مقتل جندي احتياط في جيش الاحتلال الإسرائيلي وإصابة عدد آخر في طمون في 20 يناير. وأكدت حماس مقتل خمسة من أعضائها.[125][126][127] وذكرت منظمة الدفاع عن الأطفال الدولية أن مراهقًا يبلغ من العمر 17 عامًا كان من بين القتلى في الغارة.[128]
- صرح الرئيس الأمريكي دونالد ترامب بأن إدارته أوقفت شحنات الواقي الذكري من الولايات المتحدة إلى غزة، والتي زعم أن حركة حماس استخدمتها لصنع القنابل. وتشير الأدلة المتاحة إلى أن هذا الادعاء غير صحيح على الأرجح.[129][130] وفي وقت لاحق، صرّح إيلون ماسك، رئيس قسم كفاءة الحكومة الأمريكية، بأنه لم يكن على صواب، وأن الواقي الذكري أُرسل إلى قطاع غزة في موزنبيق.[131]
- وقّع الرئيس ترامب على أمر تنفيذي يقضي بإلغاء تأشيرات الطلاب للمتظاهرين الأجانب المتعاطفين مع الفلسطينيين، حيث اتهمهم بالتعاطف مع حركة حماس.[132]

### 30 يناير
- اندلعت اشتباكات بين جيش الاحتلال الإسرائيلي والمقاتلين الفلسطينيين في قفين.[133]
- انتهك الجيش الإسرائيلي اتفاق الهدنة ونفذ ضربة جوية استهدفت معدات هندسية استخدمها حزب الله لإعادة بناء بنيته التحتية العسكرية في جنوب لبنان.[134]
- أفرجت حركة الجهاد الإسلامي في فلسطين، بمساعدة حركة حماس، ولجان المقاومة الشعبية، وحركة المجاهدين الفلسطينية، عن أسير الجيش الإسرائيلي آغام بيرغر، بالإضافة إلى الرهائن المدنيين أربيل يهود وغادي موزيس البالغ من العمر 80 عامًا، وخمسة رهائن مدنيين تايلانديين.[135][136]
- أفرجت إسرائيل عن 110 أسرى فلسطينيين، نقل 23 منهم إلى مصر قبل ترحيلهم لاحقًا.[137]
- أكدت حماس وفاة القائد محمد ضيف، بالإضافة إلى عدد من قادة كتائب القسام، منهم غازي أبو طماعة؛ قائد وحدة الأسلحة والخدمات القتالية، رائد ثابت؛ قائد وحدة القوى البشرية ورئيس وحدة الإمدادات، ورافع سلامة؛ قائد كتائب خان يونس.[138][139]
- قالت وزارة الصحة الفلسطينية إن رصاص الجيش الإسرائيلي قتل فلسطينيين في جنين.[140]
- اندلعت اشتباكات في كوبر، واعتقلت القوات الإسرائيلية طفلًا يبلغ من العمر 13 عامًا.[141]

### 31 يناير
- أسفرت غارة إسرائيلية على مخيم جنين عن إصابة ثلاث نساء. وأعلنت كتيبة طولكرم أنها أوقعت خسائر في صفوف القوات الإسرائيلية خلال اشتباكات في أحد أحياء طولكرم الجنوبية، بينما أفادت شبكة قدس الإخبارية بأن القوات الإسرائيلية حاصرت مستشفى ثابت ثابت الحكومي في طولكرم.[142][143]
- نفذت مقاتلات سلاح الجو الإسرائيلي ضربات جوية ليلية استهدفت مواقع تحت الأرض في سهل البقاع، ما أسفر عن مقتل شخصين وإصابة عشرة آخرين.[144][145]
- أعلنت كتيبة جنين أنها ألحقت خسائر بالقوات الإسرائيلية عبر تفجير عبوات ناسفة في آليات عسكرية تابعة للجيش الإسرائيلي في اليامون.[146]
- قال جيش الدفاع الإسرائيلي إنه قتل مسلحَين فلسطينيَين كانا قد نفذا عملية قُتل فيها جندي إسرائيلي وأصيب خمسة آخرون في اليوم السابق.[147]
- ذكرت وول ستريت جورنال أن إسرائيل أبلغت لجنة وقف إطلاق النار في لبنان بأن إيران تموّل حزب الله عبر "تهريب" الأموال نقدًا من خلال مطار بيروت الدولي. ونفى حزب الله هذه المزاعم.[148][149]
- أطلقت زوارق حربية إسرائيلية النار على صياد فلسطيني قبالة سواحل مخيم النصيرات، ما أدى إلى مقتله.[150]
- أعلنت حماس أنها ستُفرج في اليوم التالي عن ثلاثة رهائن مدنيين، وهم الإسرائيلي–الفرنسي أوفر كالدرون، والأمريكي-الإسرائيلي كيث سيغل، والإسرائيلي-الأرجنتيني ياردن بيباس.[151][152][153]
- قالت مسؤولة السياسة الخارجية في الاتحاد الأوروبي كايا كالاس إن الاتحاد أعاد تشغيل بعثته في معبر رفح البري.[154]
- أطلقت القوات الإسرائيلية النار على مجموعة أشخاص في قرية المغير، مما أدى إلى إصابة طفلين.[155]
- أقدم مستوطنون إسرائيليون على إضرام النار في أراضٍ زراعية فلسطينية مزروعة بأشجار الزيتون في قرية بورين.[156][157]
- أعلن الجيش الإسرائيلي أنه أطلق صاروخ اعتراض باتجاه "هدف جوي مشبوه" فوق زرعيت.[158]
- أعلنت تسع دول تشكيل تحالف لدعم القانون الدولي وحقوق الفلسطينيين.[159]
- قالت والدة الرهينة البريطانية-الإسرائيلية المفرج عنها إميلي داماري إن ابنتها احتُجزت في منشآت تابعة لـوكالة الأمم المتحدة لإغاثة وتشغيل اللاجئين الفلسطينيين (أونروا). وأكدت الأونروا أن هذه الادعاءات خطيرة وطالبت بإجراء تحقيق.[160][161]

## فبراير

### 1 فبراير
- صرحت وزارة الصحة الفلسطينية أن المستشفيات في غزة استقبلت جثامين 27 ضحية من ضحايا الهجمات الإسرائيلية مما يرفع العدد الإجمالي إلى 47,487.[162]
- أعلنت وكالة وفا أن قوات الاحتلال الإسرائيلي أطلقت النار على مدنيين في سيارة في جسر حلحول شمال خليل واعتقلت ركابها.[163]
- هاجم مقاومون فلسطينيون بأسلحتهم قوات الاحتلال الإسرائيلي في نابلس ومخيم بلاطة.[164]
- أفادت وكالة وفا بأن قوات الاحتلال الإسرائيلي أجبرت سكانًا من طولكرم على إخلاء منازلهم.[165]
- أفرجت حركة حماس عن الأسرى عوفر كالدرون وكيث شمونسل سيغال وياردن بيباس.[166]
- إعادة فتح معبر رفح بين مصر وقطاع غزة.[167]
- أطلقت إسرائيل سراح 183 أسيرًا فلسطينيًا من بينهم سبعة نُقلوا إلى مصر لترحيلهم.[166]
- أسفرت ضربة جوية إسرائيلية بطائرة مسيّرة في جنين (مدينة) عن مقتل خمسة أشخاص، بينهم مراهق، وإصابة اثنين آخرين. وزعم جيش الاحتلال الإسرائيلي أنه استهدف مسلحين.[168][169][170]
- اعتقلت قوات الاحتلال الإسرائيلي صحفيَين فلسطينيَين اثنين من بيت أُمر.[171]
- أعلن جيش الاحتلال الإسرائيلي عن استهدافه بضربة جوية سيارة كان بها مسلحون حسب وصفه مما أدى إلى مقتل شخصين أحدهما كان سجينًا عند الاحتلال، وأطلق سراحه في هدنة غزة 2023،[169][172][173] وزعموا أنهما كانا في طريقهما لتنفيذ هجوم، ونفذوا ضربة أخرى في جنين استهدفت مقاومين.[174]
- أعلنت سرايا القدس عن إطلاق على وحدة مشاة إسرائيلية مكونة من 10 جنود في جنين بالتعاون مع كتائب القسام وكتائب شهداء الأقصى-شباب الثأر والتحرير.[175]

### 2 فبراير
- أضرم مستوطنون إسرائيليون النار في مسجد في قرية المليحات شمال أريحا في الضفة الغربية.[Ar 4]
- قالت سرايا القدس إنها أوقعت خسائر في صفوف القوات الإسرائيلية خلال مواجهات في طوباس.
- قالت قوات الاحتلال إنها وسعت نطاق عملياتها في طولكرم لتشمل بلدة طمون، وصادرت عدداً من الأسلحة النارية من المنطقة.[Ar 5][Ar 6]
- استشهد رجل مسن فلسطيني يبلغ من العمر 73 عامًا بنيران إسرائيلية في مخيم جنين.[Ar 7]
- أفادت وسائل إعلام لبنانية أن البحرية الإسرائيلية احتجزت صيادًا قبالة ساحل الناقورة. وأضافت أن القوات الإسرائيلية أطلقت النار على مدنيين حاولوا العودة إلى يارون، وأطلقت النار على متظاهرين في كفر كلا. وحذر الجيش الإسرائيلي من العودة حتى إشعار آخر.[Ar 8][176]
- أدت غارة جوية إسرائيلية بطائرة بدون طيار على مركبة على جزء من الطريق الساحلي المحظور بموجب اتفاق وقف إطلاق النار في محيط النصيرات وسط غزة، إلى إصابة أربعة فلسطينيين على الأقل من بينهم صبي صغير.[Ar 9]
- قال جيش الاحتلال الإسرائيلي إنه هدم عدة مبان يستخدمها المسلحون في جنين،[177] مما أدى إلى إلحاق أضرار بأجزاء من مستشفى جنين الحكومي.[Ar 10][178]
- قال جيش الاحتلال الإسرائيلي إنه قتل أكثر من 50 مسلحاً منذ بداية عمليته في شمال الضفة الغربية.[Ar 11][179]

### 3 فبراير
- أفاد مكتب الإعلام الحكومي في غزة إن أكثر من 14 ألف شخص في عداد المفقودين ويُفترض أنهم استشهدوا بسبب الهجمات الإسرائيلية، مما يرفع إجمالي عدد الشهداء الفلسطينيين في غزة إلى 61,709.[Ar 12][180][181]
- أفاد مسؤول محلي إن الضربات الإسرائيلية أجبرت نحو 75 بالمائة من الفلسطينيين على إخلاء مخيم طولكرم للاجئين.[Ar 13]
- حثت السلطة الوطنية الفلسطينية الولايات المتحدة على التدخل لوقف «العدوان» الإسرائيلي في الضفة الغربية.[182]
- قالت منظمة أطباء بلا حدود إن الغارات الإسرائيلية على جنين أدت إلى نقص في الإمدادات الأساسية.[183]

### 4 فبراير
- أطلق فلسطيني النار على نقطة تفتيش تابعة للجيش الإسرائيلي في محيط قرية تياسير في طوباس شمال الضفة الغربية، مما أدى إلى مقتل اثنين من جنود الاحتياط في الجيش الإسرائيلي وإصابة ثمانية جنود إسرائيليين، قبل أن يقتله الجنود.[Ar 14][184]
- ذكرت وسائل إعلام فلسطينية أن طائرة إسرائيلية بدون طيار شنت غارة على بلدة طمون في الضفة الغربية.[185]
- صرح الجيش الإسرائيلي أنه أطلق النار على مشتبه به رفض الانسحاب بعد إطلاقه طلقات تحذيرية في وسط غزة. كما قال إنه أطلق طلقات تحذيرية على سكان غزة الذين انتهكوا الهدنة في عدة حوادث.[186]
- وقّع الرئيس الأمريكي دونالد ترامب أمرًا باستمرار وقف التمويل الأمريكي لوكالة الأونروا.[Ar 15][Ar 16]
- اقترح الرئيس ترامب أن تتولى الولايات المتحدة «السيطرة» على غزة.[Ar 17][187][188]

### 5 فبراير
- أفادت وزارة الصحة في غزة بأن المستشفيات في القطاع استقبلت 12 جثة لأشخاص قُتلوا في الهجمات الإسرائيلية خلال 24 ساعة، مما رفع حصيلة القتلى الفلسطينيين في غزة إلى 47,552.[189]
- اعتقلت القوات الإسرائيلية ما لا يقل عن 30 فلسطينيًا، بينهم طفل من الضفة الغربية.[190]
- أفادت وكالة الأنباء الفلسطينية بأن إطلاق النار من قبل القوات الإسرائيلية أسفر عن مقتل مدني فلسطيني في شرق خان يونس، في جنوب قطاع غزة.[191]
- أفادت مؤسسة هند رجب إن سويسرا فتحت تحقيقًا ضد جندي إسرائيلي بتهم ارتكاب جرائم حرب في غزة، وهو موجود حاليًا على الأراضي السويسرية بناءً على شكوى قدمتها المؤسسة.[192]
- قتلت القوات الإسرائيلية ما لا يقل عن أربعة فلسطينيين، بينهم طفل في رفح.[193]

### 6 فبراير
- أفادت وزارة الصحة في غزة بأن 31 حالة وفاة سُجلت جراء الهجمات الإسرائيلية خلال الـ 24 ساعة الماضية، ليرتفع إجمالي عدد القتلى الفلسطينيين في غزة إلى 47,583.[194]
- أفادت الجزيرة بأن الوضع الإنساني في طمون "كارثي" بسبب الحصار الإسرائيلي.[195]
- قُتل شخص من عائلة فلسطينية وأُصيب عدة أشخاص آخرين نتيجة انهيار جدار أحد المباني بسبب الرياح العاتية في حي الشيخ رضوان.[196]
- أفادت الجزيرة بأن سكان مخيم الفارعة يعانون من نقص الغذاء والمياه، وعدم تمكنهم من الحصول على سيارات الإسعاف بسبب الحصار الإسرائيلي.[197]
- أمر وزير الدفاع الإسرائيلي يسرائيل كاتس الجيش الإسرائيلي بإعداد خطة تتيح لسكان غزة مغادرة القطاع طوعًا، كما أشار إلى إمكانية إعادة توطين الفلسطينيين في كندا وأوروبا، وذكر تحديدًا دولًا مثل إسبانيا، وإيرلندا، والنرويج، متهمًا إياها بتوجيه "اتهامات كاذبة" ضد إسرائيل بشأن الحرب في غزة.[198]
- قُتل جنديان إسرائيليان وأُصيب ثمانية آخرون، أحدهم بحالة حرجة، في غزة. وأظهر تحقيق أولي للجيش الإسرائيلي أن رافعة انهارت عليهم بسبب الرياح العاتية.[199][200]
- ذكرت الجزيرة أن عاصفة شتوية ألحقت أضرارًا بعدة خيام للنازحين الفلسطينيين شمال غزة.[201]
- حكمت محكمة عسكرية إسرائيلية بالسجن سبعة أشهر على جندي احتياطي كان يعمل حارسًا في معسكر سدي تيمان للاعتقال، بعد إدانته بإساءة معاملة المعتقلين الفلسطينيين.[202]
- وجهت النيابة العامة الإسرائيلية اتهامات بالإرهاب ضد مستوطن إسرائيلي بعد تنفيذه هجومًا مسلحًا على عائلة فلسطينية في شمال الضفة الغربية، ما أسفر عن إصابة شخصين.[203]
- أعلنت الشاباك أنها أحبطت عملية تفجير حافلة في القدس أواخر عام 2024.[204]
- هُجّر 26,000 فلسطيني منذ بدء العملية العسكرية الإسرائيلية في شمال الضفة الغربية.[205]
- أفادت وفا بأن فلسطينيًا قُتل برصاص القوات الإسرائيلية في المغراقة.[206]
- ذكرت الدفاع المدني في غزة أن إسرائيل تمنع دخول المنازل المتنقلة والمعدات الثقيلة رغم الاتفاقيات الإنسانية ضمن اتفاق الهدنة. كما أفادت المكتب الإعلامي الحكومي في غزة بأن حماس غير قادرة على استعادة جثث الأسرى الإسرائيليين الذين قُتلوا خلال القصف بسبب نقص المعدات الثقيلة.[207][208]
- أعلن الجيش الإسرائيلي أنه دمر مختبرًا لصناعة المتفجرات وعددًا من العبوات الناسفة خلال عملية عسكرية في شمال الضفة الغربية.[209]
- أعلن وزير الخارجية الإيطالي أنطونيو تاجاني أن إيطاليا ستوقف تعاونها مع الأونروا بعد أن زعمت والدة رهينة إسرائيلية محررة أن ابنتها كانت محتجزة في مرافق تابعة للأونروا في غزة.[210]
- فرض الرئيس دونالد ترامب عقوبات على المحكمة الجنائية الدولية بسبب أوامر الاعتقال التي أصدرتها بحق رئيس الوزراء الإسرائيلي بنيامين نتنياهو والوزير الإسرائيلي السابق للدفاع يوآف غالانت، وذلك بتهم ارتكاب جرائم حرب وجرائم ضد الإنسانية خلال الحرب على غزة، وكذلك بسبب التحقيق في الجرائم الأمريكية المزعومة في أفغانستان. وكانت هذه العقوبات قد رفعها سابقًا جو بايدن.[211][212]
- قالت التايمز الإسرائيلية أن الجيش الإسرائيلي استهدفت مواقع لتخزين الأسلحة تابعة لحزب الله في منطقة النبطية ووادي البقاع. وأكد الجيش الإسرائيلي أن طائراته الحربية ضربت مستودعات أسلحة انتهكت اتفاق وقف إطلاق النار.[213][214]

### 7 فبراير
- أعلنت كتيبة جنين أنها ألحقت خسائر بقوات الجيش الإسرائيلي من خلال تفجير جهاز متفجر بالقرب من مركبة عسكرية إسرائيلية خلال اشتباكات قرب جنين.[215]
- ذكرت وسائل الإعلام اللبنانية غارة إسرائيلية في منطقة طبنة جنوب صيدا. وأفادت الوكالة الوطنية للإعلام اللبنانية عن غارة إسرائيلية في البازورية وأخرى في كفرا. وقال الجيش الإسرائيلي إنه استهدف موقعين عسكريين لحزب الله كانا ينتهكان اتفاق وقف إطلاق النار.[216][217]
- أكد مكتب الإعلام الحكومي في غزة أن المساعدات المقدمة إلى غزة أقل بكثير من الحد الأدنى المطلوب بموجب اتفاق وقف إطلاق النار.[218]
- قُتل طفل بسبب انفجار مخلفات حربية إسرائيلية غير منفجرة في رفح.[219]
- أعلن الجيش الإسرائيلي أنه نشر قوات في عدة نقاط داخل غزة تنفيذًا لاتفاق وقف إطلاق النار لتعزيز دفاعات المجتمعات الحدودية في النقب الغربي.[220]
- أفادت وكالة وفا أن الجيش الإسرائيلي اقتحم قفين، واستولى على منازل وحوّلها إلى مواقع عسكرية.[221]
- أعلنت حماس أنها ستفرج عن المدنيين الإسرائيليين الأسرى إلي شرابي، أوهاد بن عامي، وأور ليفي في اليوم التالي.[222][223]
- دعت وزارة التربية والتعليم الفلسطينية الأمم المتحدة إلى حماية المدارس في الضفة الغربية من الاقتحامات الإسرائيلية.[224]
- توفي طفل فلسطيني يبلغ من العمر 10 سنوات متأثرًا بإصابته بنيران الجيش الإسرائيلي في مخيم طولكرم.[225]
- قُتل قائد ميداني في حزب الله وابنتاه عندما انفجر منزلهم في طير حرفا. أعلن الجيش الإسرائيلي أن الانفجار سببه قنبلة تابعة لحزب الله كانت معدة لشن هجوم.[226][227] بينما زعمت وسائل الإعلام اللبنانية أنهم قتلوا بسبب مخلفات الذخائر الإسرائيلية.[228]
- اعترف وزير الدفاع الإسرائيلي السابق يوآف غالانت بأن الجيش الإسرائيلي نفذ توجيه حنبعل أثناء هجمات يوم 7 أكتوبر.[229]
- وافقت إدارة ترامب على صفقات بيع أسلحة لإسرائيل بقيمة حوالي 7.4 مليار دولار على الرغم من المعارضة من الكونغرس الأمريكي.[230]

### 8 فبراير
- أفادت وزارة الصحة في غزة عن تأكيد مقتل 572 شخصًا إضافيًا جراء الهجمات الإسرائيلية في غزة، ليصل بذلك إجمالي عدد القتلى الفلسطينيين في غزة إلى 48,181.[231]
- ذكرت وسائل الإعلام الفلسطينية أن مقاتلين فلسطينيين هاجموا مبنى سكنيًا يحتوي على قوات إسرائيلية بالقرب من مخيم طولكرم، بينما هاجم مستوطنون إسرائيليون مدعومون بجنود مجموعة من المزارعين الفلسطينيين في حوسان واعتقلوا أحدهم.[232][233]
- أمر الرئيس ترامب بتخفيض المساعدات المالية الأمريكية لجنوب أفريقيا، مشيرًا إلى قضيتها ضد إسرائيل بتهمة الإبادة الجماعية بين أسباب أخرى.[234]
- قال مكتب الإعلام الفلسطيني للأسرى إن القوات الإسرائيلية اعتدت بالضرب على والد أحد الأسرى البالغ من العمر 70 عامًا والمقرر الإفراج عنه في كفر عبوش.[235]
- أطلقت حماس سراح الأسرى الإسرائيليين إلياهو داتسون يوسف شرابي، وأور أبراهام ليشها ليفي، وأوهاد بن عامي.[Ar 18][236]
- أفرجت إسرائيل عن 183 أسيرًا فلسطينيًا، توجهوا إلى القدس الشرقية والضفة الغربية وقطاع غزة،[Ar 18] رُحّل سبعة منهم إلى مصر.[Ar 18][236]
- أعلن الجيش الإسرائيلي أنه استهدف مستودعًا للأسلحة تابعًا لحماس بالقرب من دير علي في سوريا.[Ar 19][237]
- أفادت الوكالة الوطنية للإعلام اللبنانية أن ستة أشخاص قتلوا وجرح اثنان آخران في غارة إسرائيلية في وادي البقاع.[Ar 20] وقال الجيش الإسرائيلي إنه استهدف مقاتلي حزب الله الذين كانوا يعملون في موقع استراتيجي لتصنيع وتخزين الأسلحة.[238]
- قالت المستشفيات إن الأسيرين الإسرائيليين اللذين أُفرج عنهما سابقًا كانا في «حالة صحية سيئة»، بينما كان الثالث في «حالة تغذية حرجة».[239][240] كما نُقل سبعة من الأسرى الفلسطينيين الذين أفرجت عنهم إسرائيل إلى المستشفى بسبب وضعهم الصحي المتدهور.[Ar 18][241]
- دعت السلطة الفلسطينية إلى «رد دولي حازم» لإجبار القوات الإسرائيلية على وقف الهجمات في الضفة الغربية.[242]

### 9 فبراير
- أفادت وزارة الصحة في غزة بأن المستشفيات في غزة استقبلت جثث ثمانية أشخاص على الأقل قتلوا في الهجمات الإسرائيلية، ليصل بذلك إجمالي عدد القتلى الفلسطينيين في غزة إلى 48,189.[243]
- بدأ الجيش الإسرائيلي الانسحاب من حاجز نتساريم جزءً من اتفاق وقف إطلاق النار مع حماس.[Ar 21][Ar 22][Ar 23][244]
- أعلن الجيش الإسرائيلي توسيع عملياته في شمال الضفة الغربية إلى مخيم نور شمس،[Ar 24][Ar 25][Ar 26] مُدعيًا إطلاق النار على عدة مسلحين واعتقال مشتبهًا بهم.[245] قُتلت امرأتان فلسطينيتان، بينهما سندس شلبي، وهي امرأة حامل في شهرها الثامن، وجنينها، بينما أصيب زوجها بجروح خطيرة.[246][247][248][249] زعمت كتائب حماس أنها أحبطت العملية[250] وألحقت خسائر بالقوات الإسرائيلية هناك.[251]
- ذكرت شبكة قدس الإخبارية أن مستوطنين إسرائيليين مدعومين بقوات الجيش الإسرائيلي أغلقوا الشارع الرئيسي في حوارة، حيث رقصوا ورفعوا أعلامهم.[252]
- قال الجيش الإسرائيلي إنه أطلق أعيرة تحذيرية على مجموعة من الفلسطينيين الذين اقتربوا من حدود شمال غزة بالقرب من ناحل عوز، مما أسفر عن إصابة بعضهم وإجبارهم على الانسحاب. كما قُتل ثلاثة أشخاص شرق مدينة غزة بعد اقتراب العشرات من الحدود. وقُتلت امرأة فلسطينية في القرارة.[253][254][255]
- أُبلغ عن اشتباكات بين الشبان الفلسطينيين والقوات الإسرائيلية في دير جرير.[256]
- قال الجيش الإسرائيلي إنه أطلق أعيرة تحذيرية تجاه مشتبه بهم فلسطينيين اقتربوا من الجنود و«شكلوا تهديدًا» في مناطق متعددة من غزة. كما أعلن أن البحرية الإسرائيلية رصدت قاربًا فلسطينيًا تجاوز الحدود البحرية وأجبرته على العودة إلى ساحل غزة بعد إطلاق أعيرة تحذيرية.[257]
- أفادت وسائل الإعلام اللبنانية بغارات إسرائيلية بالقرب من قرى حومين، عزة وكفرعوي في محافظة النبطية.[Ar 27] وقال الجيش الإسرائيلي إنه استهدف نفقًا بين لبنان وسوريا يُستخدم لتهريب الأسلحة بواسطة حزب الله، بالإضافة إلى أهداف أخرى تابعة للحزب مثل مواقع تخزين الأسلحة ومنصات إطلاق الصواريخ التي «شكّلت تهديدًا مباشرًا» لإسرائيل.[258][259]
- صادرت الشرطة الإسرائيلية كتبًا، بما في ذلك كتاب تلوين للأطفال بعنوان «من النهر إلى البحر»،[260] واعتقلت مالك مكتبتين يركزان على الهوية الفلسطينية وابن أخيه في القدس الشرقية بموجب إذن تفتيش قضائي.[261][262]

### 10 فبراير
- أفادت وزارة الصحة في غزة بأن جثث 19 شخصًا على الأقل قتلوا في الهجمات الإسرائيلية وصلت إلى مستشفيات غزة خلال الـ24 ساعة الماضية، ليصل بذلك إجمالي عدد القتلى الفلسطينيين في غزة إلى 48,208.[263]
- نزح حوالي 35,000 فلسطيني بسبب الغارات الإسرائيلية في الضفة الغربية. وصرح الجيش الإسرائيلي إنه كان يستهدف مسلحين فلسطينيين مسلحين.[264]
- أعلنت كتيبة جنين أنها ألحقت أضرارًا بمركبة عسكرية إسرائيلية في السيلة الحارثية من خلال تفجير عبوة ناسفة.[265]
- أجلت حكومة نتنياهو تشكيل لجنة تحقيق حكومية حول هجمات 7 أكتوبر لمدة ثلاثة أشهر.[Ar 28][266]
- قُتل فلسطيني برصاص القوات الإسرائيلية في الشجاعية.[Ar 29][267]
- أسفر انهيار مبنى عن مقتل ثلاثة أشخاص في غزة.[268]
- حذر الجيش الإسرائيلي سكان غزة من الاقتراب من جنوده أو دخول المناطق المحظورة.[269]
- أعلن الجيش اللبناني أنه أكمل انتشاره في رَبْ ثلاثين، طلوسة وبني حيّان بعد انسحاب الجيش الإسرائيلي.[270]
- أُبلغ عن اشتباكات بين المقاتلين الفلسطينيين والقوات الإسرائيلية في مخيم نور شمس.[271]
- هدمت القوات الإسرائيلية خمسة منازل في خلة العتابة جنوب الخليل.[272]
- وقعت السلطة الفلسطينية اتفاقًا بقيمة 80 مليون دولار لتقييم الأضرار، إزالة الأنقاض وإنشاء ملاجئ مؤقتة في غزة.[272][273]
- قال الجيش الإسرائيلي إنه اعتقل مسلحًا بارزًا من حماس في جنين كان يخطط لتنفيذ هجمات.[274]
- أعلنت حماس أنها ستؤجل إطلاق الأسرى المقرر يوم 16 فبرايربسبب «استمرار انتهاكات إسرائيل لاتفاق وقف إطلاق النار» حتى «شعار آخر»، ولحين «التزام الاحتلال وتعويض استحقاق الأسابيع الماضية وبأثر رجعي».[Ar 30][275][276] أمر وزير الدفاع الإسرائيلي يسرائيل كاتس الجيش الإسرائيلي في غزة بأن يكون في على مستوى من الاستعداد.[Ar 18][276] كما طلبت منتدى عائلات المختطفين والمفقودين  [لغات أخرى]‏ من الدول الوسيطة التدخل لإنقاذ الاتفاق.[277] لاحقًا، أوضحت حماس أن الإفراج عن الأسرى قد يتم يوم السبت إذا «نفذت إسرائيل التزاماتها» بموجب اتفاق وقف إطلاق النار في غزة.[278]
- وقع رئيس السلطة الفلسطينية محمود عباس مرسومًا ينهي مخصصات الأسرى الفلسطينيين بناءً على مدة حكمهم وأسر المقاتلين الذين قتلوا أثناء تنفيذ الهجمات، وحماس تستنكر.[Ar 31][279][280]

### 16 فبراير
- أفادت وزارة الصحة في غزة بأن الهجمات الإسرائيلية أسفرت عن مقتل سبعة أشخاص في الساعات الأربع والعشرين الماضية، مما رفع حصيلة القتلى الفلسطينيين في غزة إلى 48,271.[281]
- ذكرت وكالة وفا أن القوات الإسرائيلية داهمت العيسوية، المجاورة للقدس، مما أدى إلى اشتباكات مع السكان.[282]
- أُبلغ عن اشتباكات بين مقاتلين فلسطينيين والقوات الإسرائيلية خلال المداهمات في اليامون، تيل، قلقيلية وجلازون.[283]
- أفادت وزارة الداخلية في غزة  [لغات أخرى]‏ أن ضربة إسرائيلية أدت إلى مقتل ثلاثة أفراد من قوة الشرطة التابعة لحركة حماس أثناء تأمينها لمساعدات في رفح. وقالت الجيش الإسرائيلي إنها استهدفت عدة أفراد مسلحين اقتربوا من القوات الإسرائيلية.[283][284][285]
- قالت بلدية جباليا إنها تواجه نقصًا حادًا في مياه الشرب.[286]
- أفاد شركة البث العام الإسرائيلية بأن رئيس الوزراء بنيامين نتنياهو لم يوافق على دخول المقطورات والمعدات الثقيلة إلى غزة، حيث قررت مشاورات أمنية برئاسة نتنياهو أن قضية المقطورات ستُناقش في الأيام المقبلة.[287]
- ذكرت تايمز أوف إسرائيل اعتقال الجيش الإسرائيلي لقرابة 20 شخصًا من اليهود الأرثوذكس المتطرفين الذين حاولوا الوصول إلى موقع مقدس عبر الحدود، ودخلوا لبنان بشكل غير قانوني ليلة أمس.[288]
- قالت الشرطة الإسرائيلية إن الادعاء العام يستعد لتقديم لائحة اتهام ضد شاب يبلغ من العمر 14 عامًا من القدس الشرقية بتهمة رشق سيارة شرطة بالحجارة.[289]
- أفادت وكالة وفا أن القوات الإسرائيلية استولت على منازل في طولكرم بعد تهجير السكان الفلسطينيين قسرًا.[290]
- أفادت وسائل إعلام فلسطينية أن طائرة مسيرة إسرائيلية استهدفت سيارة في وسط غزة. وقال الجيش الإسرائيلي إنه نفذ غارة تحذيرية بطائرة مسيرة بعد محاولة مشتبه بهم في مركبة التوجه إلى شمال غزة عبر طريق غير معتمد، في انتهاك لاتفاق وقف إطلاق النار.[291][292]
- قالت لجنة الإعلام في مخيم جنين للاجئين إن 25 فلسطينيًا قتلوا وأُجبر أكثر من 20,000 آخرين على النزوح منذ بدء الهجوم الإسرائيلي على جنين.[293]
- أفادت وزارة الصحة في غزة عن وجود نقص حاد في الأكسجين في مستشفيات القطاع.[294]
- قُتلت امرأة وأصيب عدة أشخاص آخرون برصاص القوات الإسرائيلية في حولا. كما اعتقل ثلاثة أشخاص. وقال الجيش الإسرائيلي إنه أطلق أعيرة تحذيرية نحو مجموعة تجمعت في المنطقة.[295]
- أُبلغ عن غارات جوية إسرائيلية في حربتا وحلبتا في قضاء بعلبك. وأكد الجيش الإسرائيلي أنه استهدف مواقع تابعة لحزب الله.[296][297][298]
- استخدم لواء ناحال الإسرائيلي في مايو الماضي رجلًا فلسطينيًا يبلغ من العمر 80 عامًا درعًا بشريًا لمدة 8 ساعات في غزة، من خلال ربط حبل متفجر حول عنقه وتهديده بتفجير رأسه. وقال الجيش الإسرائيلي إن الحادثة قد تخضع للتحقيق إذا توفرت شهادات إضافية.[299][300]
- قالت هيومن رايتس ووتش إن 3,369 فلسطينيًا تحت الاحتجاز الإداري في السجون الإسرائيلية.[301]

## مارس

### 1 مارس
- أعلنت وزارة الصحة في غزة أن شخصين قتلا في هجمات إسرائيلية وتم انتشال 21 جثة خلال الـ48 ساعة الماضية، مما يرفع حصيلة القتلى الفلسطينيين في غزة إلى 48388.[302]
- رفضت حماس الاقتراح الإسرائيلي بتمديد المرحلة الأولى من وقف إطلاق النار لإطلاق سراح المزيد من الرهائن وطالبت بتنفيذ المرحلة الثانية.[303]
- أمرت القوات الإسرائيلية سكان قرية نور شمس بإخلاء منازلهم.[304]
- ذكرت وسائل إعلام فلسطينية أن مستوطنين إسرائيليين أشعلوا النار في سيارة يملكها فلسطيني خارج بلدة سلواد.[305]
- ذكرت وكالة وفا أن ثلاثة أطفال أصيبوا برصاص قوات الاحتلال الإسرائيلي خلال مداهمة في بيت فوريك.[306]
- هاجم مستوطنون إسرائيليون تحت حماية قوات الاحتلال منازل في بروقين.[307]
- قال مكتب نتنياهو إن إسرائيل وافقت على خطة أميركية لتمديد التهدئة في غزة خلال شهر رمضان وعيد الفصح، وأضاف مكتبه أيضا أنه سيتم إطلاق سراح نصف الرهائن الأحياء والأموات في اليوم الأول من الهدنة الممتدة، وسيتم إطلاق سراح بقية الرهائن في نهاية الفترة إذا تم التوصل إلى هدنة دائمة. قالت إن الاتفاق الأولي يسمح لإسرائيل باستئناف الحرب في أي لحظة بعد الأول من مارس/آذار إذا اعتبرت المفاوضات غير فعالة. كما أكدت حماس مطلبها بتنفيذ المرحلة الثانية من التهدئة.[308][309]
- أفادت وكالة وفا أن مستوطنين هاجموا قرية عرب الملاحات شمال غربي أريحا.[310]
- قال وزير الخارجية الأمريكي ماركو روبيو إنه وقع على إعلان لتسريع تسليم مساعدات عسكرية لإسرائيل بقيمة 4 مليارات دولار.[311]

### 2 مارس
- اعترف مكتب نتنياهو بأن ضابط مخابراته تلقى تنبيهًا ولم يمرره قبل ثلاث ساعات من هجمات السابع من أكتوبر، مشيرًا إلى أنه تم تأطيره على أنه غير عاجل.[312]
- ذكرت وسائل إعلام فلسطينية أن شخصًا واحدًا على الأقل قُتل وأصيب شخص آخر في غارة جوية إسرائيلية بطائرة بدون طيار في بيت حانون.[313]
- قال مكتب نتنياهو إنه قرر وقف دخول المساعدات إلى غزة بعد انتهاء المرحلة الأولى من اتفاق التهدئة ورفض حماس قبول الاقتراح الأميركي.[314][315]
- أدت الغارات الإسرائيلية على غزة إلى مقتل أربعة فلسطينيين من بينهم امرأة وإصابة خمسة آخرين.[316] كما أفادت التقارير أيضًا بوقوع قصف إسرائيلي في محيط خان يونس.[317] قالت قوات الاحتلال الإسرائيلية إنها نفذت ضربات بطائرات بدون طيار على مشتبه بهم قاموا بزرع عبوة ناسفة على جنودها وشكلوا تهديدات أخرى.[318]
- أصيب فلسطينيان بجروح في هجوم للمستوطنين الإسرائيليين في قرية عسفي جنوب الخليل.[319]
- وجهت النيابة العامة في المنطقة الجنوبية لائحة اتهام إلى رجل من بئر السبع بتهمة نقل معلومات تتعلق بالبرنامج النووي الإسرائيلي إلى إيران. قالت الشرطة الإسرائيلية إن البيانات أصبحت متاحة للعامة بالفعل.[320]
- قالت قوات الاحتلال الإسرائيلية إنها قتلت نحو 25 مسلحاً في الضفة الغربية.[321]
- ذكرت صحيفة الشرق الأوسط أن تقديرات عدد القتلى في الحرب في لبنان منذ 8 أكتوبر/تشرين الأول 2023 ارتفعت إلى 6000 بعد أن انتشل مسعفون لبنانيون جثثاً من قرى جنوب لبنان التي كانت تحتلها إسرائيل سابقاً.

### 3 مارس
- أفادت وكالة وفا أن طفلة تبلغ من العمر ثلاث سنوات أصيبت بالاختناق بعد أن أطلقت قوات الاحتلال الإسرائيلي الغاز المسيل للدموع باتجاه مدخل مخيم جنين للاجئين.[322]
- أفادت وكالة وفا عن اعتداء مستوطنين إسرائيليين على إحدى قرى مسافر يطا.[323]
- أصيب فتى يبلغ من العمر 16 عامًا خلال غارة إسرائيلية في بديا.[324]
- ذكرت وسائل إعلام فلسطينية أن قوات الاحتلال أطلقت النار على شخصين وسط رفح ما أدى إلى استشهادهما. أفادت وكالة وفا أن ثلاثة أشخاص أصيبوا عندما أطلقت طائرة مروحية صاروخا على منطقة المواصي في خان يونس.[325][326][327] وقالت قوات الاحتلال الإسرائيلية إنها ضربت سفينة عبرت الحدود البحرية قبالة ساحل شمال خان يونس بعد إطلاق طلقات تحذيرية، كما فتحت النار في مناسبة منفصلة على اثنين من المشتبه بهم الذين "شكلوا تهديدًا وشيكًا" في جنوب غزة.[328]
- أدى حادث طعن في حيفا إلى مقتل رجل مسن وإصابة ثلاثة آخرين، ثلاثة منهم في حالة خطيرة. وقالت الشرطة الإسرائيلية إن المهاجم، وهو درزي إسرائيلي، تم "تحييده".[329][330][331] ويقال إن المهاجم كان يعاني من مرض عقلي.[332]
- أفاد نادي الأسير الفلسطيني أن معتقلاً فلسطينياً كان معتقلاً إدارياً توفي في سجن مجدو دون أن يعاني من أي مشاكل صحية قبل اعتقاله، مما يرفع عدد الفلسطينيين الذين لقوا حتفهم في السجون الإسرائيلية منذ بداية حرب غزة إلى 61.[333]
- وقالت حركة الجهاد الإسلامي إن أحد عناصرها قتل أثناء مواجهته للعدوان الإسرائيلي المزعوم في لبنان.[334]
- ذكرت وكالة وفا أن قوات الاحتلال أطلقت النار على طفل فلسطيني يبلغ من العمر 13 عاماً وطفل فلسطيني يبلغ من العمر 15 عاماً أثناء مداهمة في أودالا.[335]

### 4 مارس
- قالت جمعية الهلال الأحمر الفلسطيني إن فلسطينيين اثنين أحدهما يبلغ من العمر 17 عاماً أصيبا برصاص قوات الاحتلال الإسرائيلي في بيتا.[336]
- قالت بلدية رفح إن إسرائيل قطعت الكهرباء عن محطتي تحلية المياه في المنطقة.[337]
- ذكرت قناة الجزيرة أن القوات الإسرائيلية أطلقت النار على فلسطيني في محيط دير البلح مما أدى إلى مقتله.[338] قالت قوات الاحتلال الإسرائيلية إنها فتحت النار باتجاه مشتبه به في جنوب غزة "كان يشكل تهديدا وشيكا" لقواتها.[339]
- ذكرت قناة الجزيرة أن طفلاً أصيب بنيران الاحتلال في حي الجنينة شرقي رفح.[340]
- ذكرت وسائل إعلام لبنانية أن غارة جوية إسرائيلية بطائرة مسيرة في رشكناي أسفرت عن مقتل شخص. وقالت قوات الاحتلال الإسرائيلية إنها قتلت قائداً بحرياً في قوة الرضوان التابعة لحزب الله والذي "انتهك الهدنة".[341][342]
- قال نادي الأسير الفلسطيني إن قوات الاحتلال أعادت اعتقال أسيرة أفرج عنها ضمن اتفاق التهدئة.[343]
- قالت قوات الاحتلال الإسرائيلي إنها قتلت ثلاثة مسلحين فلسطينيين، بينهم القيادي المحلي في حركة حماس إيسر السعدي، في اشتباك ناري في جنين، واعتقلت ثلاثة مسلحين آخرين. وفي وقت لاحق، أكدت حماس مقتل السعدي.[344][345]
- قالت قوات الاحتلال الإسرائيلية إنها أطلقت النار على مسلح فلسطيني أطلق النار على القوات الإسرائيلية في محيط حومش فقتلته.[346]
- نشر جهاز الأمن العام (الشين بيت) تقريره حول هجمات السابع من أكتوبر.[347]
- ضعت جامعة الدول العربية، في اجتماعها بالقاهرة، خطة بقيمة 53 مليار دولار لإعادة إعمار غزة مع الحفاظ على سكانها في أماكنهم.[348]

### 5 مارس
- أعلنت وزارة الصحة في غزة عن مقتل أربعة أشخاص في هجمات إسرائيلية، وانتشال 30 جثة، وتوفي شخص واحد متأثراً بجراحه خلال الـ24 ساعة الماضية، مما يرفع حصيلة القتلى الفلسطينيين في غزة إلى 48440.[349]
- قالت أوتشا إن أكثر من 3000 طفل و1000 امرأة حامل ومرضعة في غزة تم تشخيص إصابتهم بسوء التغذية الحاد منذ وقف إطلاق النار.[350]
- قامت القوات الإسرائيلية بتدمير منزل اثنين من المسلحين الفلسطينيين في الخليل الذين قتلوا 7 أشخاص في عملية إطلاق النار في يافا عام 2024.[351][352]
- ذكرت الوكالة الوطنية للإعلام أن غارة لطائرة مسيرة إسرائيلية على سيارة قرب مكب للنفايات في رأس الناقورة أدت إلى إصابة شقيقين كانا "يجمعان الخردة المعدنية". قالت قوات الاحتلال الإسرائيلية إنها نفذت غارة بطائرة بدون طيار على مركبة بعد أن حددت هوية مجموعة من المشتبه بهم وهم يقومون بتحميل الأسلحة.[353][354][355]
- أكدت إدارة ترامب أنها تجري محادثات مباشرة مع حماس بهدف إطلاق سراح الرهائن الأميركيين المحتجزين في غزة وإمكانية التوصل إلى اتفاق أوسع نطاقا للتوصل إلى وقف إطلاق نار طويل الأمد.[356][357]
- قالت قوات الاحتلال الإسرائيلية إنها هدمت منزل الفلسطيني في رافات الذي قتل جنديا إسرائيليا في هجوم دهس بسيارة في سبتمبر/أيلول 2024.[358]
- قالت جمعية الهلال الأحمر الفلسطيني إن قوات الاحتلال أطلقت النار على رأس طفلة تبلغ من العمر تسع سنوات في قرية قصرة.[359]

### 6 مارس
- أفادت وكالة وفا ومصادر محلية أن قوات الاحتلال أطلقت النار على فتاة تبلغ من العمر 20 عاماً في رأسها في بلدة قصرة، وأصابت فتى يبلغ من العمر 14 عاماً خلال مداهمة في بلدة الريحية ، كما اندلعت مواجهات في بلدة سلواد.[360]
- قالت منظمة أطباء بلا حدود إن رجلاً فلسطينياً أصيب برصاصة بجوار مدخل عيادة الشابورة في رفح.[361]
- ذكرت وسائل إعلام فلسطينية أن شخصا قتل وأصيب عدد آخر في غارة لطائرة إسرائيلية بدون طيار على "تجمع مدني" في الشجاعية.[362][363][364]

### 7 مارس
- ذكرت وسائل إعلام فلسطينية أن شخصين قتلا في غارة إسرائيلية على الشجاعية.[365]
- أفادت وكالة "وفا" أن قوات الاحتلال اقتحمت بلدة نعلين، ما أدى إلى اندلاع مواجهات. كما أفادت التقارير أيضًا أن الذخيرة الحية وقنابل الغاز المسيل للدموع التي أطلقتها القوات الإسرائيلية أدت إلى إصابة اثنين من المراهقين الفلسطينيين.[366]
- أفادت الوكالة الوطنية للإعلام عن غارات جوية إسرائيلية متتالية على عدة أماكن في جنوب لبنان. وقالت قوات الدفاع الإسرائيلية إنها استهدفت مواقع عسكرية تابعة لحزب الله تستخدم لتخزين الأسلحة وقاذفات الصواريخ.[367][368][369]
- قال الحوثيون إنهم سيستأنفون العمليات البحرية التي تستهدف إسرائيل إذا لم ترفع الحصار عن غزة خلال أربعة أيام.[370]
- أفادت وكالة "وفا" أن عشرات المستوطنين المسلحين هاجموا تجمع العوجا البدوي، وسرقوا أغناماً تعود للمواطنين الفلسطينيين. قد تم العثور على بعض الحيوانات مذبوحة في وقت لاحق.[371][372]
- ذكرت قناة الجزيرة أن القوات الإسرائيلية أطلقت النار على منازل في حي التفاح بمدينة غزة.[373]

### 17 مارس
- أفادت قناة المسيرة عن هجوم أمريكي على مجمع حكومي تابع للمجلس السياسي الأعلى في منطقة الحزم بمحافظة الجوف.[374]
- ذكرت قناة الجزيرة أن القوات الإسرائيلية اعتقلت المعتقل المُفرج عنه علي خالد زواهرة بعد اقتحام منزله في بيت لحم.[375]
- قال السكان المحليون إن الفلسطينيين تعرضوا للهجوم بالحجارة وتدمير عدد من أشجار الزيتون على يد ثمانية رجال ملثمين ومستوطن معروف في سوسيا. أصيب رجل فلسطيني يبلغ من العمر 60 عامًا وامرأة فلسطينية تبلغ من العمر 47 عامًا بجروح طفيفة.[376]
- أفادت وكالة وفا أن قوات الاحتلال الإسرائيلي اعتقلت طفلين يبلغان من العمر 15 عامًا من مخيم الجلزون.[377]
- أعلنت رئيسة السياسة الخارجية في الاتحاد الأوروبي، كايا كالاس، دعمها لخطة إعادة إعمار غزة التي تقودها الدول العربية.[378]
- قال رئيس بلدية جنين إن ما لا يقل عن 21,000 شخص نزحوا بسبب الهجوم الإسرائيلي في مخيم جنين للاجئين.[379]
- أفادت وكالة وفا أن غارة إسرائيلية في منطقة جسر وادي غزة وسط قطاع غزة أسفرت عن مقتل ثلاثة شباب وإصابة عدة آخرين. كما ذكرت قناة الجزيرة أن غارة إسرائيلية أخرى في منطقة الجنينة شرق رفح أصابت ثلاثة فلسطينيين على الأقل. قال الجيش الإسرائيلي إنه استهدف مسلحين أثناء زرعهم قنابل. بينما قالت امرأة في موقع الغارة في وسط غزة إن القتلى كانوا يجمعون حطبًا.[380][381][382]
- أفادت وسائل الإعلام اللبنانية أن غارة إسرائيلية على سيارة في يحمر أسفرت عن مقتل شخصين وإصابة اثنين آخرين.[383] قال الجيش الإسرائيلي إنه استهدف مسلحين من حزب الله يعملان مراقبين ويدبران نشاطات مسلحة.[384][385][386]
- أفادت وكالة وفا أن السلطات الإسرائيلية أبلغت السلطة الفلسطينية بشأن مصادرة 12 هكتارًا (30 فدانًا) من الأراضي من جلبون.[387]
- قال المسعفون إن غارة جوية إسرائيلية على مدرسة تؤوي نازحين في البريج أسفرت عن مقتل أب وابنه. وقال الجيش الإسرائيلي إنه نفذ غارة جوية في وسط غزة استهدفت مسلحين كانا يحاولان زرع قنبلة.[388][389]
- أفادت قناة المسيرة عن غارات أمريكية على مصنع للحديد في مديرية باجل بمحافظة الحديدة.[390]
- أفادت وسائل الإعلام اللبنانية بأربع غارات إسرائيلية على الأقل في وادي البقاع. قال الجيش الإسرائيلي إنه استهدف مواقع عسكرية لحزب الله بعد رصد مسلحين وأسلحة.[391][392]
- قتل شخصان وأصيب 19 آخرون في غارة جوية إسرائيلية على محافظة درعا في سوريا، استهدفت مواقع عسكرية وفقًا للجيش الإسرائيلي.[393]
- أفادت قناة المسيرة عن غارة أمريكية على مبنى مجمع حكومي في الحزم اليمن.[394]